# Nicolas Huỳnh Văn Nghi
Nicolas Huỳnh Văn Nghi (Ho Chi Minh, 1º maggio 1927 – Phan Thiết, 6 maggio 2015) è stato un vescovo cattolico vietnamita.

## Biografia
Nicolas Huỳnh Văn Nghi nacque il 1º maggio 1927 a Saigon, precisamente nel distretto urbano allora chiamato Vĩnh Hội e oggi indicato solo con il numero 4, settimogenito di una famiglia con dodici figli.
Nel 1939 entrò nel seminario minore San Giuseppe di Saigon, tuttavia nel 1945 dovette interrompere e tornare dalla sua famiglia a causa della rivoluzione di agosto. Due anni dopo poté riprendere gli studi di filosofia al seminario fino al 1950 quando fu inviato in Francia per completare gli studi presso il seminario di San Sulpizio a Issy-les-Moulineaux.
Fu ordinato diacono il 20 dicembre 1952 nella chiesa di Saint-Sulpice e prete il 29 giugno 1953 nella cattedrale di Notre-Dame in entrambe le occasioni dal cardinale Maurice Feltin.
Tornato in Vietnam, svolse come primo incarico quello di professore presso il seminario San Giuseppe di Saigon fino al 1957, fu poi nominato parroco della parrocchia Gò Vấp dal 1961 al 1965 ed in seguito fu parroco della parrocchia Tân Ðịnh, una delle parrocchie più importanti di Saigon. Dal 1967 fu anche direttore della Caritas Saigon, distinguendosi in particolare per lo zelo nei confronti dei bambini orfani e poveri della città. Il 14 marzo 1972 gli fu conferita la First Class Honor Society dal Ministero degli Affari Sociali della repubblica del Vietnam.
Il 1º luglio 1974 papa Paolo VI lo nominò vescovo ausiliare di Saigon assegnandogli la sede titolare di Selsey. Ricevette l'ordinazione episcopale l'11 agosto 1974 nella Basilica di Notre-Dame di Saigon per imposizione delle mani del cardinale Agnelo Rossi.
Il 19 marzo 1975 fu nominato amministratore apostolico di Phan Thiết, poiché il vescovo Paul Nguyễn Văn Hòa nominato il 30 gennaio di quell'anno come primo vescovo della nuova diocesi, non ne prese mai possesso, venendo quasi subito trasferito alla diocesi di Nha Trang.
Dopo quattro anni e mezzo, il 6 dicembre 1979 venne nominato vescovo di Phan Thiết. Monsignor Huỳnh può quindi esserne considerato il primo vescovo della diocesi.
Durante il suo ministero è stato amministratore apostolico sede plena e poi sede vacante dall'8 agosto 1993 al 1º marzo 1998 dell'arcidiocesi di Hô Chí Minh.
Il 1º luglio 1995, giorno della morte dell'arcivescovo Paul Nguyễn Văn Bình, la Santa Sede e il governo vietnamita si scontrarono in merito alla successione dell'arcidiocesi di Hô Chí Minh; la Santa Sede aveva nominato arcivescovo coadiutore il futuro cardinale François-Xavier Nguyễn Văn Thuận, persona non gradita al governo, quindi la sede di Hô Chí Minh venne affidata a monsignor Huỳnh per avere il tempo di trovare una soluzione. Tuttavia il governo vietnamita fu profondamente insoddisfatto della momentanea soluzione e infatti ostacolò attivamente ogni attività di monsignor Huỳnh. Questo incidente portò ad uno stallo per entrambe le parti per quasi cinque anni.
Insieme al vescovo Paul Nguyễn Văn Hòa fu vicepresidente della conferenza episcopale del Vietnam fino al 2001.
Resse la diocesi per 24 anni, ritirandosi il 1º aprile 2005.
Morì a Phan Thiết il 6 maggio 2015 all'età di 88 anni.

## Genealogia episcopale e successione apostolica
La genealogia episcopale è:
- Cardinale Scipione Rebiba
- Cardinale Giulio Antonio Santori
- Cardinale Girolamo Bernerio, O.P.
- Arcivescovo Galeazzo Sanvitale
- Cardinale Ludovico Ludovisi
- Cardinale Luigi Caetani
- Cardinale Ulderico Carpegna
- Cardinale Paluzzo Paluzzi Altieri degli Albertoni
- Papa Benedetto XIII
- Papa Benedetto XIV
- Papa Clemente XIII
- Cardinale Bernardino Giraud
- Cardinale Alessandro Mattei
- Cardinale Pietro Francesco Galleffi
- Cardinale Giacomo Filippo Fransoni
- Cardinale Carlo Sacconi
- Cardinale Edward Henry Howard
- Cardinale Mariano Rampolla del Tindaro
- Cardinale Rafael Merry del Val
- Arcivescovo Duarte Leopoldo e Silva
- Arcivescovo Paulo de Tarso Campos
- Cardinale Agnelo Rossi
- Vescovo Nicolas Huỳnh Văn Nghi

La successione apostolica è:
- Vescovo Paul Nguyễn Thanh Hoan (2001)